# Louis Kollros
Louis Kollros (La Chaux-de-Fonds, 7 de maio de 1878 — Zurique, 19 de junho de 1959) foi um matemático suíço. Foi professor de geometria do Instituto Federal de Tecnologia de Zurique.

## Obras
- Géométrie descriptive, Orell Füssli, Zurique, 1918
- Cours de géométrie projective, Griffon, Neuenburg 1946